# Interglaciațiunea Holstein
Interglaciațiunea Holstein, sau interglaciarul Holstein, în regiunea alpină desemnată ca interglaciarul Mindel-Riß, este interglaciațiunea majoră dintre glaciațiunea Elster și glaciațiunea Saale.  În cadrul pleistocenului se află în perioada pleistocenului mijlociu. Alte interglaciațiuni mai recente sunt interglaciațiunea Eem și interglaciațiunea de astăzi, holocenul.

## Vegetație
Independent de definițiile litostratigrafice, palinologia descrie și un tip interglaciar Holstein. Tipic pentru profilele de polen ale interglaciarului Holstein este dominanța pădurilor de conifere cu o proporție inițial mare de molid (Picea), îmbogățit ulterior cu o proporție ridicată de brad (Abies). Existau și specii pretențioase (acum răspândite în zona sub-mediteraneeană) precum cimiul (Buxus), vița de vie (Vitis) și nuca Pterocarya. Istoria imigrației comunităților de plante diferă semnificativ de cea a altor perioade interglaciare, cum ar fi interglaciarul Eem și holocenul.